# Jonas Weik
Jonas Weik (* 31. März 2000 in Schwetzingen) ist ein deutscher Fußballspieler. Er steht beim SV Sandhausen unter Vertrag.

## Karriere
Jonas Weik startete mit dem Fußballspielen bei der Sportvereinigung 06 Ketsch, ehe er 2013/14 das erste Mal zum SV Waldhof Mannheim wechselte. 2015/16 wechselte er in der B-Jugend der  TSG 1899 Hoffenheim, bevor er 2017/18 wieder zum  SV Waldhof Mannheim wechselte. Im August 2018 erhielt er beim Waldhof einen Profivertrag. Mit dem damaligen Regionalligisten stieg Weik in der Saison 2018/19 in die 3. Liga auf. Am 14. Juni 2020 kam er im Spiel des SV Waldhof Mannheim gegen den FC Bayern München II zu seinem ersten Einsatz in der Profiliga. Nach der Saison 2019/20 wechselte er zur U23-Mannschaft des FC-Astoria Walldorf in die Oberliga Baden-Württemberg. Zur Saison 2022/2023 unterschrieb Weik einen Zweijahresvertrag beim VfB Stuttgart II in der Regionalliga Südwest.
Ende August 2023 wechselte er zum Drittligisten SV Sandhausen.